# توم رودريغيز
توم رودريغيز هو عارض ومغني وممثل فلبيني، ولد في 1 أكتوبر 1987 في الفلبين.

## وصلات خارجية
- توم رودريغيز على موقع IMDb (الإنجليزية)
- توم رودريغيز على موقع ميوزك برينز (الإنجليزية)
- توم رودريغيز على موقع قاعدة بيانات الفيلم (الإنجليزية)